# Маточина (пік)

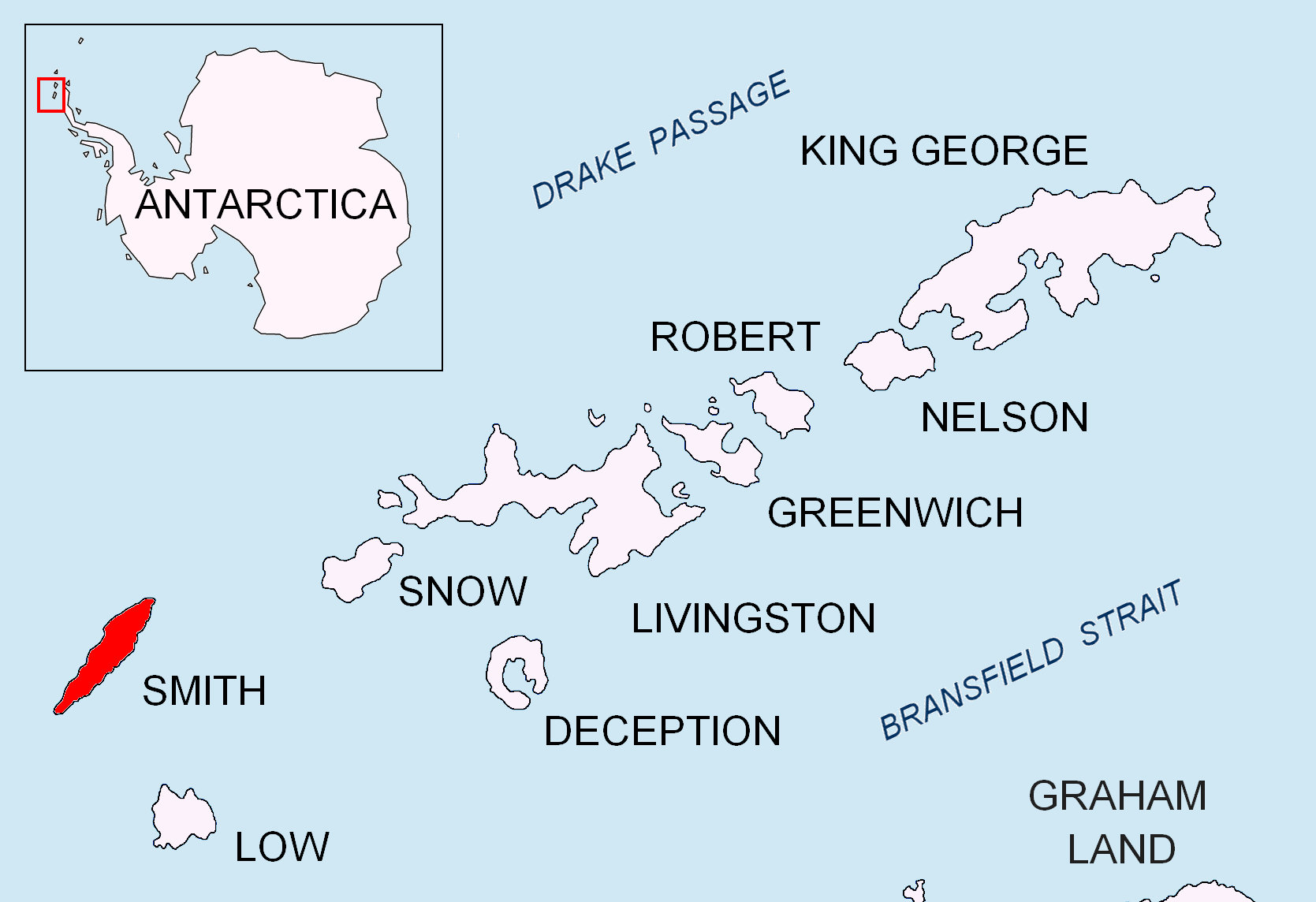
Розташування острова Сміт на Південних Шетландських островах.

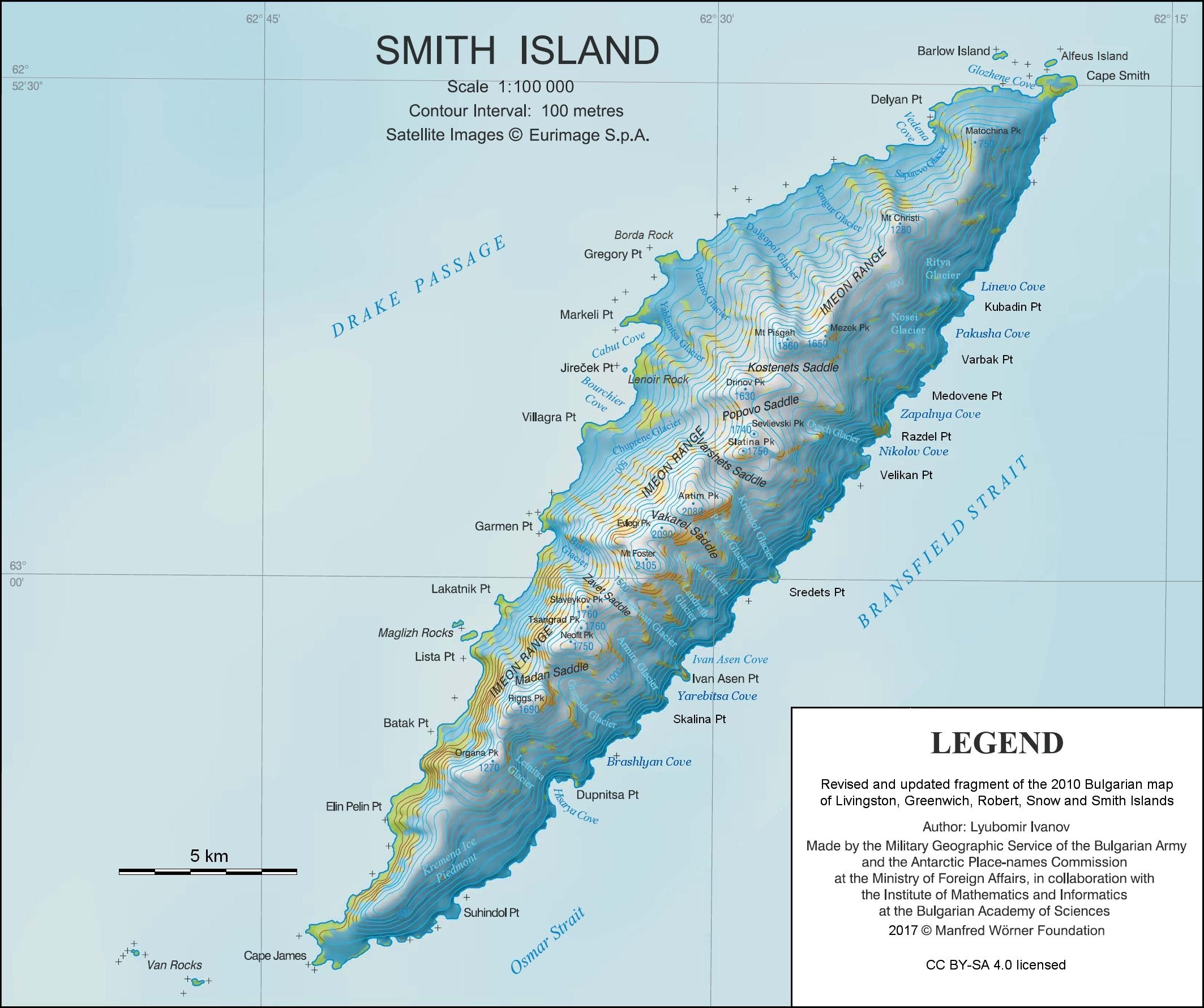
Топографічна карта острова Сміт.

62°53′18″ пд. ш. 62°21′24″ зх. д. / 62.888333333333° пд. ш. 62.356666666667° зх. д.
Пік Маточина (болг. връх Маточина, трансліт. vrah Matochina, IPA: [ˈVrɤx ˈmatot͡ʃinɐ]) — пік, що піднімається до 750 м у північному кінці хребта Імеон на острові Сміт на Південних Шетландських островах, Антарктида. Розташований 3.3 км на захід-південний захід від мису Сміт і 3.2 км на північний схід від гори Крісті. З заходу та південного заходу відкривається вид на льодовик Сапарево, з заходу на бухту Ведена та з північного сходу на бухту Гложене. Болгарське раннє картографування у 2009 році. 
Названий на честь поселення та середньовічної фортеці Маточина на південному сході Болгарії.

## Мапи
- Діаграма південних Шетландських островів, включаючи острів Коронація тощо. [Архівовано 28 вересня 2013 у Wayback Machine.] з розвідки шлюпа Голуба в 1821 і 1822 роках Джорджем Пауеллом, командуючим ним же. Шкала приблизно 1: 200000. Лондон: Лорі, 1822.
- Л. Л. Іванов. Антарктида: острови Лівінгстон та Гринвіч, Роберт, Сноу та Сміт. Масштаб 1: 120000 топографічної карти. Троян: Фонд Манфреда Вернера, 2010.ISBN 978-954-92032-9-5 (перше видання 2009 р.ISBN 978-954-92032-6-4)
- Південні Шетландські острови: Сміт і Низькі острови. [Архівовано 24 березня 2012 у Wayback Machine.] Масштаб 1: 150000 топографічна карта No 13677. Британське антарктичне опитування, 2009 рік.
- Антарктична цифрова база даних (ADD). [Архівовано 5 березня 2017 у Wayback Machine.] Масштаб 1: 250000 топографічної карти Антарктиди. Науковий комітет з антарктичних досліджень (SCAR). З 1993 року регулярно модернізується та оновлюється.
- Л. Л. Іванов. Антарктида: острів Лівінгстон та острів Сміт . Масштаб 1: 100000 топографічної карти. Фонд Манфреда Вернера, 2017.ISBN 978-619-90008-3-0